# Peponium poissonii
Peponium poissonii är en gurkväxtart som beskrevs av Keraudr. Peponium poissonii ingår i släktet Peponium och familjen gurkväxter. Inga underarter finns listade i Catalogue of Life.